# TheRapYa szokowa dozwolona od lat 18
TheRapYa szokowa dozwolona od lat 18 - kolejny studyjny album polskiego rapera Bosskiego Romana. Premiera odbyła się 12 kwietnia 2014 roku. Płyta została wydana nakładem wytwórni muzycznej Proper Records.
W celu promocji tytułu, do trzech utworów pt. "Nie zapomnij" z udziałem Miejskiego Sortu, "Treningowy styl" z KaeNem, DJ-em Krime oraz "Mgła" w którym refren zaśpiewała Sonia Lachowolska zrealizowano teledyski.

## Lista utworów
Źródło.
1. "TheRapYa szokowa dozwolona od lat 18" (gościnnie: DJ Krime, prod. Webster)
2. "Treningowy styl" (gościnnie: KaeN, DJ Krime, prod. P.A.F.F.)
3. "Uliczny styl krakowski" (prod. P.A.F.F.)
4. "aTrapy" (prod. Fabster)
5. "Nie zapomnij" (gościnnie: Miejski Sort, Fuso)
6. "Wyprawa nocna VI" (gościnnie: Młody Bosski, Piero)
7. "Pożegnanie z ulica" (gościnnie: Dixon37, prod. P.A.F.F.)
8. "Druga połowa" (gościnnie: Peja, Pih, Tadek, prod. P.A.F.F.)
9. "Daje ci moc" (gościnnie: Łukasz Batóg, prod. P.A.F.F.)
10. "Czym jest sukces" (gościnnie: Sokół, Marysia Starosta, prod. DJ Zel)
11. "Pewny siebie" (gościnnie:  Kasia Godzisz, prod. P.A.F.F.)
12. "Mgła" (gościnnie: Sonia, prod. P.A.F.F.)
13. "Bosski & Webster vs. Pudelsi"
14. "Power UP" (prod. Sokos)
15. "Dwie litery R" (prod. Zich)
16. "Kaliber44" (prod. Sokos)
17. "Chory kraj" (prod. DJ Zel) (dodatkowy utwór)
18. "Wymówkom precz" (prod. DJ Zel) (dodatkowy utwór)